# Leptochiton
Leptochiton Sealy – rodzaj efemerycznych roślin z rodziny amarylkowatych, obejmujący dwa gatunki, występujące w Ekwadorze i Peru, gdzie występują w sezonowo bardzo suchych liściastych lasach nizinnych i zaroślach.
Nazwę Leptochiton Gray, 1847 nadano również chitonom z rodziny Leptochitonidae.

## Morfologia
PokrójWieloletnie, cebulowe rośliny zielne.
LiścieJednoroczne, równowąskie, pojawiające się przed kwitnięciem roślin.
KwiatyPojedynczy, duży, siedzący, miseczkowaty, biały lub żółty, wonny kwiat wyrasta na spłaszczonym, dwukanciastym głąbiku i jest wsparty trzema równowąskolancetowatymi przysadkami. Listki okwiatu w dolnej części zrośnięte w długą, zieloną rurkę, cylindryczną na niemal  całej długości. Przykoronek duży, szeroko rozwarty, talerzykowaty lub dzwonkowaty, o piłkowanych lub szerokoklapowanych brzegach, z zielonymi lub żółtymi paskami wzdłuż nitek pręcików. Nitki pręcików wolne, krótkie i zakrzywione. Zalążnia dolna, zawierająca od 16 do 20 zalążków w każdej komorze. Szyjka słupka zakończona główkowatym znamieniem.
OwoceTorebki zawierające brązowe nasiona.

## Systematyka
Pozycja systematycznaRodzaj z plemienia Hymenocallideae, podrodziny amarylkowych Amaryllidoideae z rodziny amarylkowatych Amaryllidaceae.
Wykaz gatunków
- Leptochiton helianthus (Ravenna) Gereau & Meerow
- Leptochiton quitoensis (Herb.) Sealy